# Katedra Niepokalanego Poczęcia Najświętszej Maryi Panny w Puducherry
Katedra Niepokalanego Poczęcia Najświętszej Maryi Panny w Puducherry – rzymskokatolicka katedra w indyjskim mieście Puducherry, siedziba arcybiskupa Puducherry i Cuddalore i główna świątynia archidiecezji Puducherry i Cuddalore. Katedra znajduje się przy Cathedral Street.

## Historia
W  1689 roku do francuskiej kolonii Puducherry przybyli jezuiccy misjonarze. Zakupili rozległy ogród na zachód od tzw. Francuskiego Fortu. W 1692 dzięki pomocy finansowej króla Francji Ludwika XIV wznieśli kościół, który został zburzony przez Holendrów w 1693. Drugi kościół wybudowano już w 1699, został on jednak ponownie zniszczony.
W latach 1728–1736 wzniesiono kolejną – trzecią – świątynię. Kościół ten został zrównany z ziemią przez Brytyjczyków w 1761 roku podczas wojny siedmioletniej.
W 1765 roku wybudowano czwarty kościół, który stał się siedzibą misji prasowej, oficjalnego biuro prasowego archidiecezji. W 1770 roku rozpoczęto budowę obecnej katedry na fundamentach trzeciego kościoła. W dniu 20 czerwca 1791 roku główne prace zostały ukończone, i kościół został konsekrowany przez biskupa Champenois. Dzwonnica została zbudowana później. Chór został dodany w 1905 roku. Prezbiterium zostało przebudowane w 1970 roku. Plac przed katedrą został przebudowany w 1987 roku, aby zagwarantować miejsce wiernym biorącym udział w uroczystościach liturgicznych i nabożeństwach specjalnych. Msze są odprawiane w języku angielskim i tamilskim.